# قائمة نهائيات بطولة أمم إفريقيا للمحليين
بطولة أمم أفريقيا للمحليين (يشار إليها أحيانًا باسم الشان "CHAN") هي بطولة كرة قدم للمنتخبات الأفريقية، تَمَّ الإعلان عنها في 2007، يشارك فيها 16 فرق وطنية يلعب فيها اللَّاعبين الذي ينشطون في البطولات المحلِّية.
عَقَدت الدورة الأولى في عام 2009. استضافها ساحل العاج وفازت بها جمهورية الكونغو الديمقراطية. ثُمَّ تَمَّ توسيع المسابقة لتشمل 16 فريقًا للبطولة الثانية، التي أُقيمت في السودان في عام 2011. فازت تونس بالبطولة، في أعقاب الثورة التونسية.
تقام البطولة كل عامين، بالتناوب مع كأس الأمم الأفريقية.

## تاريخ البطولة
ولدت فكرة بطولة أمم أفريقيا للمحليين في سبتمبر 2007 في جوهانسبرج بجنوب أفريقيا، خلال أول الاجتماعات للجنة التنفيذية للاتحاد الأفريقي لكرة القدم، تم تأكيده في يناير 2008 قبل كأس الأمم الأفريقية 2008 . كان هدف الاتحاد الإفريقي لكرة القدم (CAF) هو الحصول على عرض كبير للاعبي كرة القدم الإفريقيين وإعطاء اللاعبين المحليين فرصة للتعبير عن أنفسهم على المستوى الدولي.
في فبراير 2008، تواجه السودان و مصر و ساحل العاج بالإجماع من قبل اللجنة التنفيذية للاتحاد الإفريقي لكرة القدم برئاسة الكاميروني عيسى حياتو لاستضافة النسخة الأولى من البطولة في الفترة من 22 فبراير إلى 8 مارس 2009 . بعد القرار، حدَّدَ الاتحاد الأفريقي لكرة القدم جدول التأهيل للبطولة 2009.
قرَّرَت اللَّجنة التنفيذية في الطبعة الثانية من بطولة أمم أفريقيا للمحليين والإصدارات اللَّاحقة، زيادة عدد الفرق المؤهلة من 8 إلى 16 في المرحلة النهائية.
منذ عام 2014، بدأت البطولة تضم الاعتراف من قبل الاتحاد الدولي لكرة القدم.

## الرعاية
في يوليو 2016 ، حصلت شركة توتال على حزمة رعاية لمدة ثماني سنوات من الاتحاد الأفريقي لكرة القدم (CAF) لدعم 10 من منافساتها الرئيسية. بسبب هذه الرعاية، تم تسمية بطولة الأمم الأفريقية للمحليين «بطولة الأمم الأفريقية الكاملة».

## نظام البطولة
تضم مرحلة المجموعات من بطولة أمم أفريقيا للمحليين مجموعات تتكوَّنُ من أربعة فرق يتم رسمها عشوائيًا (حسب كلِّ سنة)، ويتقدم الفريقان الحاصلان على المرتبة الأولى والمرتبة الثانية من حيث النقاط في كل مجموعة إلى مرحلة خروج المغلوب.

## ملخص النهائيات
| علامة الخنجرية | مباريات حُسِمت بعد الوقت الإضافي.  |
| double-dagger  | مباريات حُسِمت بالركلات الترجيحية. |

| النهائيات | البطل                       | النتيجة | الوصيف  | المركز الثالث            | الملعب                     | المكان        | الحضور  | المصادر       |
| --------- | --------------------------- | ------- | ------- | ------------------------ | -------------------------- | ------------- | ------- | ------------- |
| 2009      | جمهورية الكونغو الديمقراطية | 2 – 0   | غانا    | زامبيا                   | ملعب فيليكس هوفويت-بواني   | أبيدجان       | +35,000 | [ 10 ]        |
| 2011      | تونس                        | 3 – 0   | أنغولا  | السودان                  | ملعب المريخ                | أم درمان      | +43,000 | [ 11 ] [ 12 ] |
| 2014      | ليبيا                       | 0 – 0   | غانا    | منتخب نيجيريا لكرة القدم | ملعب كيب تاون              | كيب تاون      | +16,000 | [ 13 ]        |
| 2016      | جمهورية الكونغو الديمقراطية | 3 – 0   | مالي    | ساحل العاج               | ملعب أماهورو               | كيغالي        | +25,000 | [ 16 ]        |
| 2018      | المغرب                      | 4 – 0   | نيجيريا | السودان                  | المركب الرياضي محمد الخامس | الدار البيضاء | +45,000 | [ 19 ]        |

1. ↑  فازت جمهورية الكونغو الديمقراطية بالنسخة الأولى على نظيرها غانا بـ2 – 0 في المباراة النهائية.[10]
2. ↑  
فاز المنتخب التونسي بالنسخة الثانية من بطولة أمم أفريقيا للمحليين على نظيرتها المنتخب الأنغولي بثلاثية نظيفة في المباراة النهائية.[11][12]
3. ↑  فاز باللقب المنتخب الليبي، بعد تغلبه في المباراة النهائية على المنتخب الغاني بضربات الترجيح 4 – 3.[13]
4. ↑  فاز المنتخب الكنغولي على حساب المنتخب المالي في المباراة النهائية بثلاثية نظيفة لحرز اللقب الثاني في تاريخه.[14][15][16]
5. ↑  فاز المنتخب المغربي بالبطولة بعد تغلُّبِه على المنتخب النيجيري بأربعة أهداف دون مقابل.[17][18]

## سجل الأبطال

### حسب الدولة
| المنتخب                     | البطل           | الوصيف          |
| --------------------------- | --------------- | --------------- |
| جمهورية الكونغو الديمقراطية | 2 (2009 - 2016) | -               |
| تونس                        | 1 (2011)        | -               |
| ليبيا                       | 1 (2014)        | -               |
| المغرب                      | 2(2018)         | -               |
| غانا                        | -               | 2 (2009 - 2014) |
| أنغولا                      | -               | 1 (2011)        |
| مالي                        | -               | 1 (2016)        |
| نيجيريا                     | -               | 1 (2018)        |

### حسب المنطقة
| المنطقة      | الأبطال                           | عدد البطولات |
| ------------ | --------------------------------- | ------------ |
| شمال أفريقيا | المغرب (1) ، تونس (1) ، ليبيا (1) | 3            |
| وسط أفريقيا  | جمهورية الكونغو الديمقراطية (2)   | 2            |

## الدول المستضيفة
| عدد الاستضافات | الدولة       | السنوات |
| -------------- | ------------ | ------- |
| 1              | ساحل العاج   | 2009    |
| 1              | السودان      | 2011    |
| 1              | جنوب إفريقيا | 2014    |
| 1              | رواندا       | 2016    |
| 1              | المغرب       | 2018    |
| 1              | إثيوبيا      | 2020    |
| 1              | الجزائر      | 2022    |

## وصلات خارجية
- بطولة أمم إفريقيا للمحليين (موقع كورة)
- (بالعربية)(بالإنجليزية) موقع الاتحاد الإفريقي لكرة القدم